# Bukene (Shinyanga)
Bukene è una circoscrizione rurale (rural ward) della Tanzania situata nel distretto rurale di Shinyanga, regione di Shinyanga. Conta una popolazione di 7 723 abitanti (censimento 2012).